# Buôn lậu
Buôn lậu là hành vi buôn bán trái phép qua biên giới những loại hàng hoá hoặc ngoại tệ, kim khí và đá quý, những vật phẩm có giá trị lịch sử, văn hoá, mà nhà nước cấm xuất khẩu hay nhập khẩu hoặc buôn bán hàng hoá nói chung qua biên giới mà trốn thuế và trốn sự kiểm tra của hải quan.